# باشگاه فوتبال کوبان کراسنودار
باشگاه فوتبال کوبان کراسنودر (به روسی: Футбольный клуб "Кубань" Краснодар) باشگاه فوتبال روسی است که در شهر کراسنودار قرار دارد.
باشگاه کوبان که یکی از قدیمی‌ترین باشگاه‌های کشور روسیه می‌باشد، در سال ۱۹۲۸ (میلادی) تأسیس شده است.